# 福井県道238号一乗谷朝倉氏遺跡東大味線
福井県道238号一乗谷朝倉氏遺跡東大味線（ふくいけんどう238ごう いちじょうだにあさくらしいせきひがしおおみせん）は福井県福井市内に終始する主要地方道と主要地方道を結ぶ一般県道である。

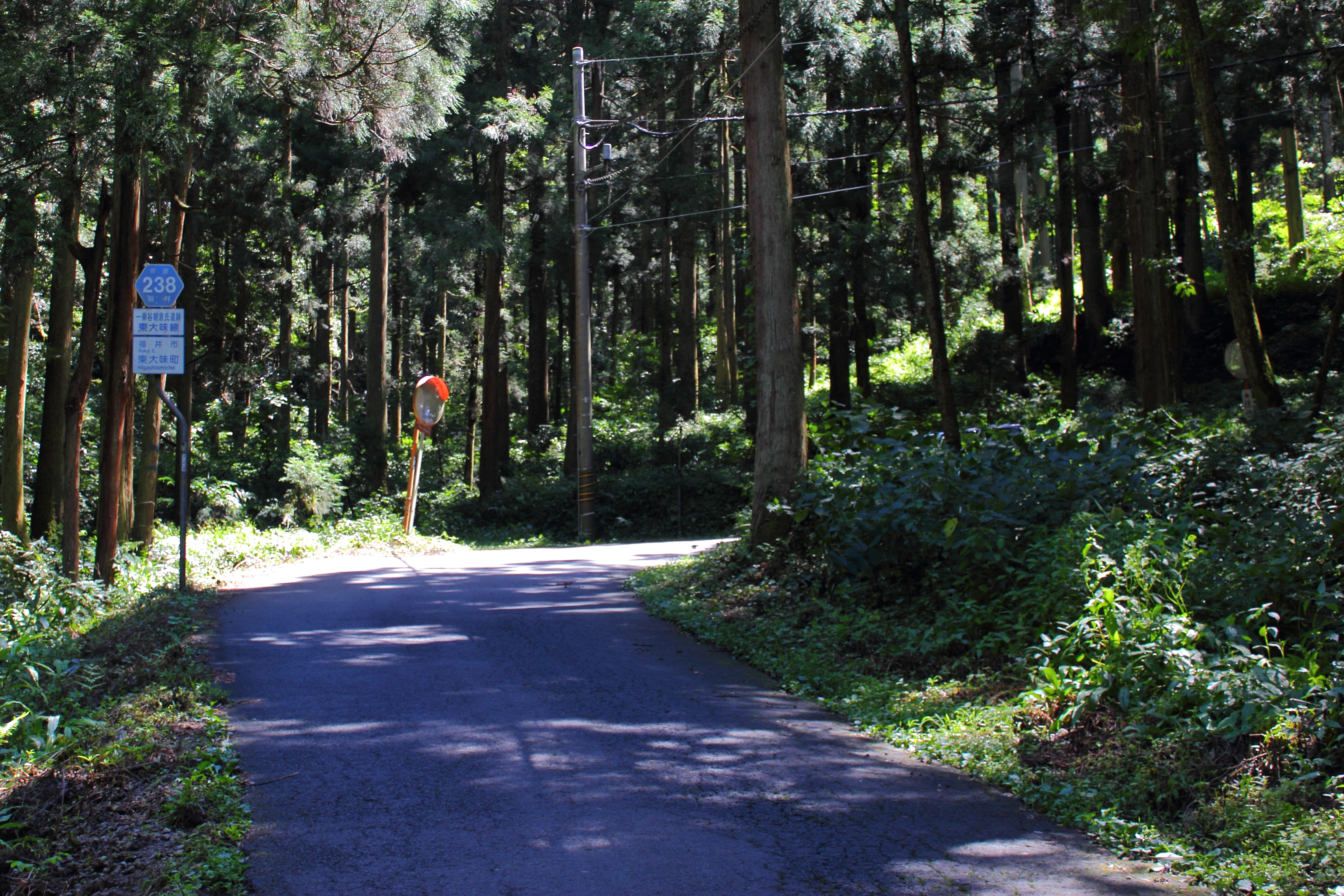
福井県道238号

## 路線概要
福井市南東部をほぼ東西に走る路線であり、この付近を南北に走る2本の主要地方道を直線的に結ぶ役割を担っている。また起点付近に一乗谷朝倉氏遺跡があり、この観光地へのアクセスを担うという一面も持っている。ただし冬季には通行止めとなる路線であるため、生活道路としての役割はあまり期待できず、迂回路としての役割が強い路線である。

### 路線データ
- 起点：福井県福井市西新町
- 終点：同市東大味町

## 道路状況
丹生山地を跨ぐ道路であるため、勾配が強くブラインドカーブがある個所もある通行には注意が必要な路線である。離合に困るほどの狭路はないが、起点付近と終点付近以外はずっと1.5車線以下の道路幅が続いている。そのため交通量はそれ程多くなく、特別長い路線でもないため、すれ違うこと自体が稀であり、一乗谷でイベントがある場合を除いて特に混雑することもない道路である。

## 通過する峠
- 鹿俣峠

## 接続路線
- 福井県道18号鯖江美山線（福井市西新町、起点）
- 福井県道25号福井今立線（福井市東大味町、終点）

## 沿線
- 一乗谷朝倉氏遺跡
- 福井市一乗小学校